# Protectorado francés de Túnez
El protectorado francés de Túnez fue un protectorado del Imperio colonial francés establecido después de que Francia obtuviera el control del Beylicato de Túnez (nominalmente parte del Imperio otomano) en 1881. Posteriormente daría lugar a un efímero estado tras la independencia en 1956, que duró poco más de un año antes de la abolición de la monarquía y la proclamación de la actual República Tunecina.

## Historia

### Protectorado francés: 1881-1956
Antes de la llegada de los franceses, Túnez era legalmente una provincia del decadente Imperio otomano, el Beylicato de Túnez, que disfrutaba de una independencia de facto bajo el reinado del bey Muhammad III ibn al Husayn. Debido a la desastrosa política de los beyes, al alza de impuestos y a las interferencias extranjeras en la economía, el país debió enfrentar poco a poco graves dificultades financieras. Todos estos factores obligaron al gobierno a declarar la bancarrota en 1869 y a crear una comisión financiera internacional anglo-franco-italiana. La constitución llegó a ser incluso suspendida el 1 de mayo de 1864. Fue la ocasión para que tres de las grandes potencias europeas (Francia, Italia y el Reino Unido de Gran Bretaña e Irlanda) ingresaran al país. Túnez se dirigía recién a una independencia real en 1873 con Kheireddine Pacha, cuando cayó bajo el dominio de una potencia extranjera.
El destino de la Regencia de Túnez (nombre otorgado a la región bajo la dominación otomana) se presentó rápidamente como un desafío estratégico de importancia capital debido a la situación geográfica del país, en el cruce de las cuencas occidental y oriental del Mediterráneo. Túnez se convirtió, por tanto, en objeto de codicias rivales de Francia e Italia: la primera quería asegurar las fronteras de la Argelia francesa y evitar que la segunda perturbara sus ambiciones en Egipto y el Levante mediterráneo por medio del control del acceso al Mediterráneo oriental. Italia, que debió afrontar una sobrepoblación, ansiaba una política colonial y el territorio tunecino, el cual Italia quería anexionar a la Libia Italiana. Los cónsules franceses e italianos procuraron aprovechar las dificultades financieras del bey; además, Francia contaba con la neutralidad del Reino Unido (poco deseosa de ver a Italia tomar el control de la ruta del Canal de Suez) y se benefició de los cálculos de Bismarck, que deseaba desviar su atención de la cuestión de Alsacia y Lorena. Después del Congreso de Berlín llevado a cabo del 13 de junio al 13 de julio de 1878, Alemania y el Reino Unido permitieron a Francia anexionarse Túnez, en detrimento de Italia, que consideraba a este país como su dominio reservado.

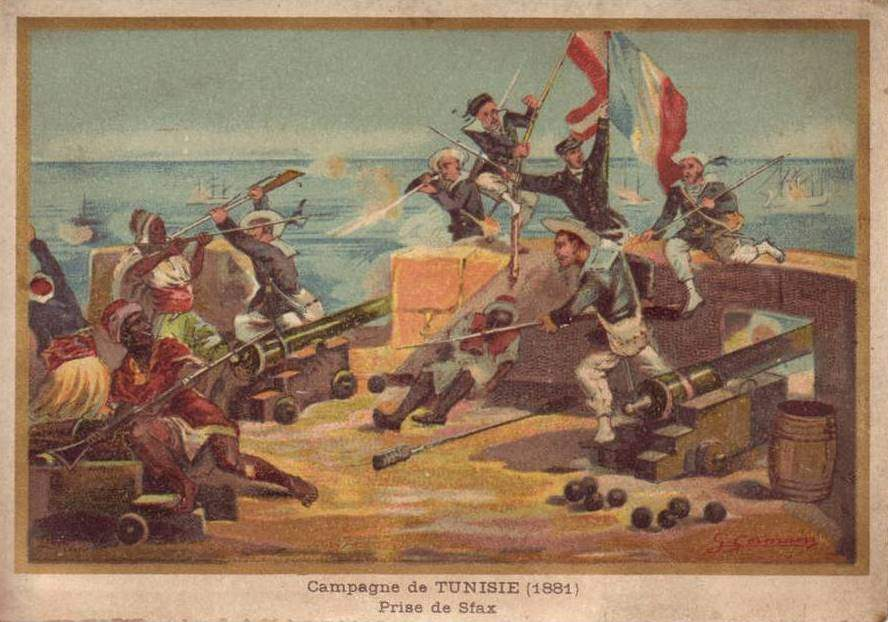
Representación de la toma de Sfax en 1881.

Las incursiones de "saqueadores" khroumires en territorio argelino proveyeron de un pretexto a Jules Ferry, apoyado por Léon Gambetta frente a un parlamento hostil, para subrayar la necesidad de capturar Túnez. En abril de 1881, las tropas francesas incursionaron sin mayor resistencia y lograron ocupar Túnez en tres semanas, sin necesidad de combatir. El 12 de mayo de 1881 se oficializó el protectorado, mientras que Muhammad III al-Sadick, gobernante de Túnez, firmó bajo pena de muerte el tratado del Bardo, en el palacio de Ksar Said. Esto no fue impedimento para que algunos meses más tarde las tropas francesas hicieran frente a varias revueltas en las regiones de Kairuán y Sfax, mismas que fueron rápidamente sofocadas.
Túnez accedería finalmente a la independencia el 20 de marzo de 1956.

### Reino independiente: 1956-1957
Túnez accedió finalmente a la independencia el 20 de marzo de 1956, luego de haber obtenido su autonomía el año anterior. El 15 de marzo de 1956 fue elegida la Asamblea Nacional Constituyente: el Neo Destour consiguió todos los escaños y Burguiba quedó a la cabeza de la Asamblea desde el 8 de abril. El 11 de abril, se convirtió en el primer ministro de Lamine Bey. Al día siguiente, Túnez hizo su ingreso en la Organización de las Naciones Unidas.
El código de estatus personal, de tendencia progresista, fue proclamado el 13 de agosto, mientras que el 25 de julio de 1957 fue abolida la monarquía. Desde entonces, Túnez se convirtió en una república, de la cual Habib Burguiba fue elegido presidente el 8 de noviembre de 1959. Su pasado de resistencia y las medidas adoptadas después de la independencia para emancipar a las mujeres y combatir la pobreza y el analfabetismo contribuyeron a reforzar su autoridad.
La constitución republicana fue ratificada de manera definitiva el 1 de junio de 1959.